# Корнелия Супера
Вижте пояснителната страница за други личности с името Корнелия.
Гая Корнелия Супера (на латински: Gaia Cornelia Supera) е императрица на Рим и съпруга на Емилиан, император на Римската империя за три месеца през 253 г.
През 251 – 252 г. Емилиан е управител на Долна Мизия, където през пролетта на 253 г. побеждава краля на готите Книва. Тази неочаквана победа така очарова войниците му, че веднага след битката го издигат за император.
Нищо друго не е познато от нейния живот, освен надписът на монета. Нейното пълно име е:
"C[AIA] CORNEL[IA] SVPERA AVG[VSTA]", или "CORNEL[IA] SVPERA AVG[VSTA] или COR[NELIA] SVPERA AV[GVSTA]".

## Бележка
1. ↑  Forum Ancient Coins